# Украденный месяц
«Украденный месяц» — советский мультипликационный фильм режиссёра Петра Носова по мотивам сказки Людвига Ашкенази.

## Сюжет
Два мальчика-друга до ночи ловили рыбу. Собравшись уходить, они увидели, как что-то светится в лесу. Это был Месяц. Он решил искупаться в озере, чтобы ярче светить. Проказники решили поймать его, решив, что Месяц теперь никому не нужен. Но они глубоко ошибались. В мире начался настоящий хаос. Мальчики понимают свою вину и, вместе с остальными друзьями, освобождают Месяц.

## Роли озвучивали
- Михаил Яншин — читает текст
- Георгий Вицин — месяц
- Анатолий Папанов — диктор
- Юлия Юльская — мальчик Филипп
- Клара Румянова — мальчик Карел

## Съёмочная группа
- Автор сценария: Жанна Витензон
- Режиссёр-постановщик: Пётр Носов
- Режиссёр: Михаил Ботов
- Художники-постановщики:
  - Константин Карпов
  - Василий Игнатов
- Композитор: Михаил Меерович
- Редактор: Наталья Абрамова
- Оператор: Борис Котов
- Звукооператор: Георгий Мартынюк
- Ассистент режиссёра: Галина Любарская
- Ассистент художника: Нина Николаева
- Монтажёр: Татьяна Сазонова
- Художники-мультипликаторы:
  - Игорь Подгорский
  - Вадим Долгих
  - Сергей Дёжкин
  - Иван Давыдов
  - Светлана Жутовская
  - Леонид Каюков
  - Елизавета Комова
  - Владимир Крумин
  - Владимир Пекарь
  - Марина Рогова
  - Владимир Зарубин
- Художники-декораторы:
  - Вера Харитонова
  - Лидия Модель
- Директор картины: Фёдор Иванов